# Statlanta
Albums de Stat Quo
ATLA: All This Life Allows, Vol. 1
(2014)
Singles
1. Ghetto USA
Sortie : 8 décembre 2009
2. Success
Sortie : 18 mai 2010

Statlanta est le premier album studio de Stat Quo, sorti le 13 juillet 2010.

## Historique
Après sa signature chez Shady/Aftermath/Interscope, Stat Quo devait y sortir son premier album studio, avec le soutien de ses mentors Eminem et Dr. Dre. Constamment annoncé et repoussé depuis 2003, l'album sort finalement en 2010 sur le label Dream Big Ventures de Sha Money XL. Dr. Dre est malgré tout producteur consultant.

## Singles
Le 1er single, Ghetto USA, featuring Antonio McLendon, sort le 18 décembre 2009 via Amazon.com. Le clip est présenté le 13 novembre 2010.
Le 2e et dernier single, Success, est commercialisé le 18 mai 2010 via Amazon.com. Le clip sort le 2 mars 2010.

## Liste des titres
| No  | Titre                                                   | Auteur                                                             | Compositeur(s)                 | Durée |
| --- | ------------------------------------------------------- | ------------------------------------------------------------------ | ------------------------------ | ----- |
| 1.  | The Beginning                                           | Stanley Benton, Khari Cain, Jason Suecof                           | Infinity, Needlz               | 3:13  |
| 2.  | Welcome Back (featuring Marsha Ambrosius)               | Benton, Marsha Ambrosius                                           | Che Vicious                    | 4:39  |
| 3.  | Ghetto USA (featuring Antonio McLendon)                 | Benton, Michael Clervoix, Canei Finch, R. George, Antonio McLendon | Sha Money XL                   | 3:22  |
| 4.  | Dedicated                                               | Benton                                                             | Key Kat Productions            | 3:33  |
| 5.  | Success                                                 | Benton, Ernest Vaughn                                              | Phonix Beats                   | 3:37  |
| 6.  | Catch Me                                                | Benton, Jeremy McArthur, Matthew Samuels                           | Boi-1da, Arthur McArthur       | 3:38  |
| 7.  | Cry (featuring Brevi)                                   | Benton, Joshua Bocanegra                                           | Lyr1kz                         | 3:40  |
| 8.  | Space Ship (featuring Esthero)                          | Benton, Jenny-Bea Englishman                                       | Che Vicious                    | 3:42  |
| 9.  | Lie to You (featuring Raheem DeVaughn & Devin the Dude) | Benton, Devin Copeland, Raheem DeVaughn                            | Che Vicious                    | 4:14  |
| 10. | Alright (featuring Talib Kweli)                         | Benton, Talib Kweli, Larry D. Griffin Jr., Caleb McCampbell        | Symbolyc One, Caleb McCampbell | 5:02  |
| 11. | What I Like                                             | Benton                                                             | Stat Quo, Louis Keyz (co.)     | 3:40  |
| 12. | Penthouse Condo                                         | Benton, Samuels, Michael Chavarria                                 | Boi-1da, Mike Chav             | 3:47  |

## Classements
| Classements (2010)                            | Meilleure position |
| --------------------------------------------- | ------------------ |
| États-Unis - Billboard Top R&B/Hip-Hop Albums | 85                 |